# ألف هوارد
ألف هوارد (بالإنجليزية: Alf Howard)‏ هو مستكشف أسترالي، ولد في 30 أبريل 1906 في Camberwell, Victoria ‏ في أستراليا، وتوفي في 4 يوليو 2010.